# Breaking op de Olympische Zomerspelen 2024 – mannen
De breakingcompetitie voor mannen op de Olympische Zomerspelen 2024 vond plaats op 10 augustus. De Canadees Philip Kim won de Olympische medaille het zilver was voor de Fransman Danis Civil, De Amerikaan Victor Montalvo behaalde de bronzen medaille.

## Format
Tijdens zogenoemde battles namen twee B-Boys het tegen elkaar op. Ze wisten van tevoren niet op welke muziek ze moeten battelen. Het toernooi bestaat uit een groepsfase en een knock-outfase. De beste acht B-Boys gaan door naar de knock-outfase,

## Uitslag

### Groepsfase

#### Groep A
| Rang | B-Boy             | Bijnaam   | Land | Ronde | Stemmen | Opm. |
| ---- | ----------------- | --------- | ---- | ----- | ------- | ---- |
| 1    | Victor Montalvo   | Victor    | USA  | 5     | 35      | Q    |
| 2    | Shigeyuki Nakarai | Shigekix  | JPN  | 4     | 38      | Q    |
| 3    | Qi Xiangyu        | Lithe-ing | CHN  | 3     | 27      |      |
| 4    | Hiroto Ono        | Hiro10    | JPN  | 0     | 8       |      |

#### Group B
| Rang | B-Boy             | Bijnaam     | Land | Ronde | Stemmen | Opm. |
| ---- | ----------------- | ----------- | ---- | ----- | ------- | ---- |
| 1    | Philip Kim        | Phil Wizard | CAN  | 5     | 40      | Q    |
| 2    | Danis Civil       | Dany Dann   | FRA  | 4     | 37      | Q    |
| 3    | Oleg Kuznietsov   | Kuzya       | UKR  | 3     | 29      |      |
| 4    | Jeffrey Dan Arpie | J Attack    | AUS  | 0     | 2       |      |

#### Group C
| Rang | B-Boy            | Bijnaam | Land | Ronde | Stemmen | Opm. |
| ---- | ---------------- | ------- | ---- | ----- | ------- | ---- |
| 1    | Jeffrey Louis    | Jeffro  | USA  | 5     | 37      | Q    |
| 2    | Lee-Lou Demierre | Lee     | NED  | 4     | 29      | Q    |
| 3    | Kim Hong-Yul     | Hong 10 | KOR  | 2     | 27      |      |
| 4    | Gaetan Alin      | Lagaet  | FRA  | 1     | 15      |      |

#### Group D
| Rang | B-Boy          | Bijnaam | Land | Ronde | Stemmen | Opm. |
| ---- | -------------- | ------- | ---- | ----- | ------- | ---- |
| 1    | Menno van Gorp | Menno   | NED  | 6     | 49      | Q    |
| 2    | Amir Zakirov   | Amir    | KAZ  | 4     | 29      | Q    |
| 3    | Sun Chen       | Quake   | TPE  | 2     | 26      |      |
| 4    | Bilal Mallakh  | Billy   | MAR  | 0     | 4       |      |

### Knock-outfase
Het aantal gewonnen rondes, met daarnaast tussen haakjes het aantal stemmen.
|  | kwartfinale           | kwartfinale         |                       |        | halve finale | halve finale        |        |  | finale | finale |
|  |                       |                     |                       |        |              |                     |        |  |        |        |
|  |                       |                     |                       |        |              |                     |        |  |        |        |
|  |                       |                     |                       |        |              |                     |        |  |        |        |
|  | FRA Danis Civil       | 2 (14)              |                       |        |              |                     |        |  |        |        |
|  | FRA Danis Civil       | 2 (14)              |                       |        |              |                     |        |  |        |        |
|  | USA Jeffrey Louis     | 1 (13)              |                       |        |              |                     |        |  |        |        |
|  | USA Jeffrey Louis     | 1 (13)              | FRA Danis Civil       | 2 (15) |              |                     |        |  |        |        |
|  |                       |                     | FRA Danis Civil       | 2 (15) |              |                     |        |  |        |        |
|  |                       | USA Victor Montalvo | 1 (12)                |        |              |                     |        |  |        |        |
|  | USA Victor Montalvo   | USA Victor Montalvo | 1 (12)                | 3 (24) |              |                     |        |  |        |        |
|  | USA Victor Montalvo   |                     |                       | 3 (24) |              |                     |        |  |        |        |
|  | KAZ Amir Zakirov      | 0 (3)               |                       |        |              |                     |        |  |        |        |
|  | KAZ Amir Zakirov      | 0 (3)               | FRA Danis Civil       | 0 (4)  |              |                     |        |  |        |        |
|  |                       |                     | FRA Danis Civil       | 0 (4)  |              |                     |        |  |        |        |
|  |                       | CAN Philip Kim      | 3 (23)                |        |              |                     |        |  |        |        |
|  | JPN Shigeyuki Nakarai | CAN Philip Kim      | 3 (23)                | 3 (22) |              |                     |        |  |        |        |
|  | JPN Shigeyuki Nakarai |                     |                       | 3 (22) |              |                     |        |  |        |        |
|  | NED Menno van Gorp    | 0 (5)               |                       |        |              |                     |        |  |        |        |
|  | NED Menno van Gorp    | 0 (5)               | JPN Shigeyuki Nakarai | 0 (10) | derde plaats | derde plaats        |        |  |        |        |
|  |                       |                     | JPN Shigeyuki Nakarai | 0 (10) | derde plaats | derde plaats        |        |  |        |        |
|  |                       | CAN Philip Kim      | 3 (17)                |        |              |                     |        |  |        |        |
|  | NED Lee-Lou Demierre  | CAN Philip Kim      | 3 (17)                | 0 (8)  |              |                     |        |  |        |        |
|  | NED Lee-Lou Demierre  |                     |                       |        |              | USA Victor Montalvo | 3 (20) |  |        |        |
|  | CAN Philip Kim        | 3 (19)              |                       |        |              | USA Victor Montalvo | 3 (20) |  |        |        |
|  | CAN Philip Kim        | 3 (19)              | JPN Shigeyuki Nakarai | 0 (7)  |              |                     |        |  |        |        |
|  |                       |                     | JPN Shigeyuki Nakarai | 0 (7)  |              |                     |        |  |        |        |

## Eindrangschikking
| Rang   | B-Boy                 | Bijnaam     |
| ------ | --------------------- | ----------- |
| Goud   | CAN Philip Kim        | Phil Wizard |
| Zilver | FRA Danis Civil       | Dany Dann   |
| Brons  | USA Victor Montalvo   | Victor      |
| 4      | JPN Shigeyuki Nakarai | Shigekix    |
| 5      | USA Jeffrey Louis     | Jeffro      |
| 6      | NED Lee-Lou Demierre  | Lee         |
| 7      | NED Menno van Gorp    | Menno       |
| 8      | KAZ Amir Zakirov      | Amir        |
| 9      | UKR Oleg Kuznietsov   | Kuzya       |
| 10     | CHN Qi Xiangyu        | Lithe-ing   |
| 11     | KOR Kim Hong-Yul      | Hong 10     |
| 12     | TPE Sun Chen          | Quake       |
| 13     | FRA Gaetan Alin       | Lagaet      |
| 14     | JPN Hiroto Ono        | Hiro10      |
| 15     | MAR Bilal Mallakh     | Billy       |
| 16     | AUS Jeffrey Dan Arpie | J Attack    |